# Argostemma unifolium
Argostemma unifolium är en måreväxtart som beskrevs av John Johannes Joseph Bennett. Argostemma unifolium ingår i släktet Argostemma och familjen måreväxter. Inga underarter finns listade i Catalogue of Life.